# 丸大食品

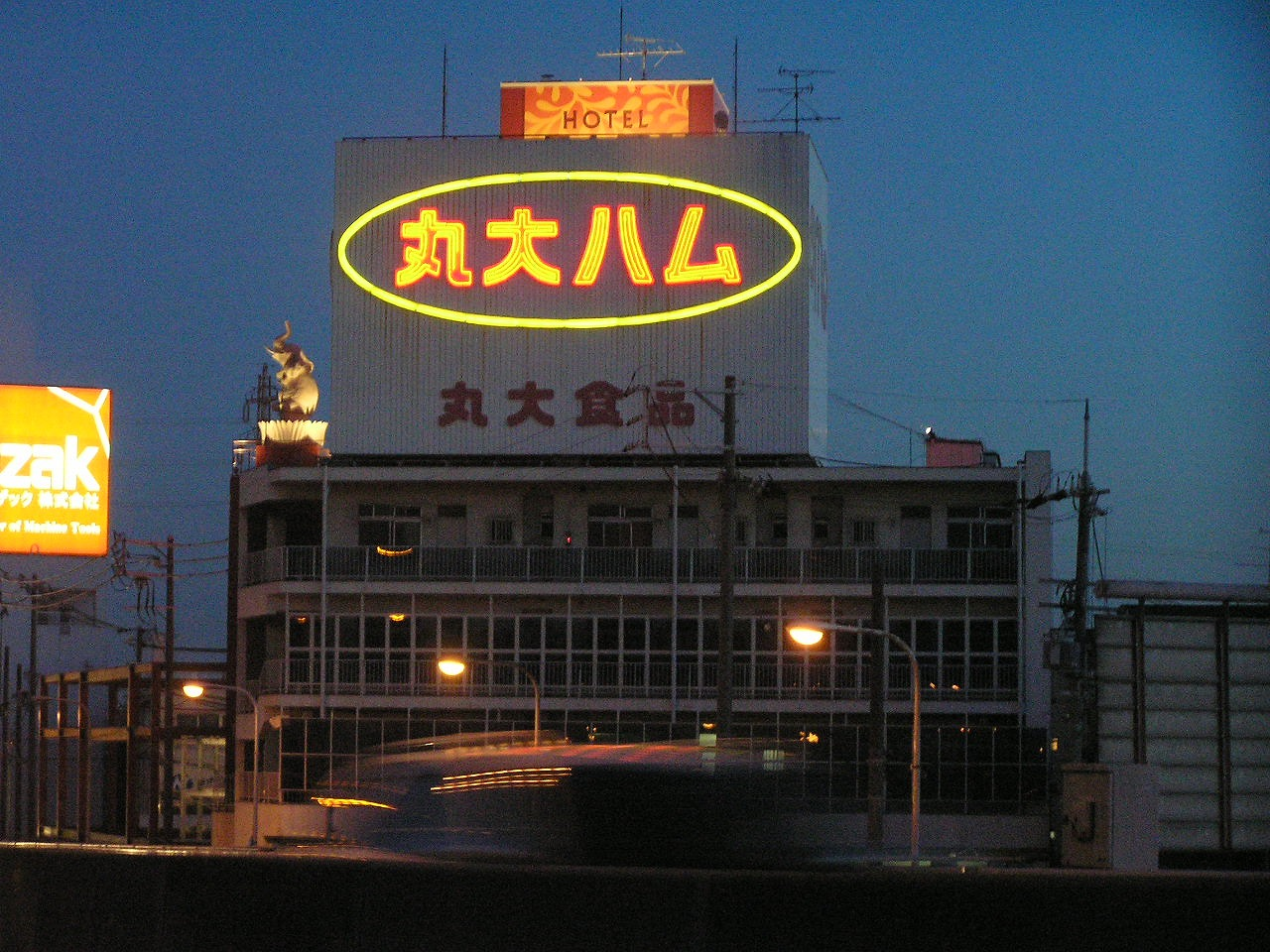
丸大ハム看板

丸大食品株式会社（まるだいしょくひん）は、大阪府高槻市に本社を置く、ハムやソーセージなどの食肉加工品のほか、各種惣菜類を製造・販売する食品メーカーである。日本ハム、伊藤ハム米久ホールディングス、プリマハムと共に食肉加工業界大手4社の一角に含まれる。かつては業界4位だったが、現在は業界6位に後退している。

## 沿革
- 1954年 - 小森敏之が大阪市福島区上福島北3丁目で丸大食品工場としてハム、ソーセージの製造販売を開始[2]。
- 1958年 - 大阪市北区（旧大淀区・旧本社工場）に本社を移転し株式会社化[2]。
- 1963年 - 大阪証券取引所2部に上場[2]。大阪府高槻市に蓄肉・魚肉ハム・ソーセージの総合工場の建設開始[2]。
- 1965年 - 本社を高槻市に移転[2]。
- 1968年 - 東京証券取引所2部に上場[2]。
- 1972年 - 大阪・東京証券取引所1部へ昇格[2]。
- 1974年4月1日 - 創立20周年記念としてロゴマークを変更[2]。
- 1978年 - フランクフルト証券取引所に上場[2]。
- 1981年 - ルクセンブルク証券取引所に上場[2]。
- 2013年 - 大阪証券取引所での現物株市場の閉鎖により、大阪証券取引所1部上場廃止。

## モンドセレクション最高金賞受賞
2008年度、2009年度に続き、2010年度のモンドセレクションで、丸大食品の主力商品である燻製屋熟成ウインナーが3年連続最高金賞を受賞した。また、2012年度にも最高金賞を受賞したことで、通算4度目の最高金賞受賞となった。

## 公式サイト、一時閉鎖と再開設
丸大食品の公式サイトは1999年、シドニーオリンピックの開幕前に開設した。五輪応援同社公式サイトで、www.marudaishokuhin.comというドメインだった。シドニー五輪が終わり、同社公式サイトは一時閉鎖、2001年、「.jp」という新ドメインをつけて再開設され、現在に至っている。

## 事業所

### 本社・支店
本社
大阪府高槻市緑町21番3号
東京支店
東京都中央区築地4丁目7番5号 築地KYビル

### 工場
※子会社含む
- 北海道（北海道岩見沢市）
- 岩手（岩手県花巻市）
- 新潟（新潟県上越市）
- 関東（栃木県下野市）
- 茨城（茨城県稲敷市）
- 横須賀（神奈川県横須賀市）
- 湘南（神奈川県平塚市）
- 静岡（静岡県掛川市）
- 松阪（三重県松阪市）
- 高槻（大阪府高槻市）
- 兵庫（兵庫県加古川市）
- 岡山（岡山県津山市）
- 広島（広島県三次市）
- 唐津（佐賀県唐津市）

## 諸問題
- 2008年9月20日に中国製の牛乳からメラミンが検出された可能性があるとして、「抹茶あずきミルクまん」と「クリームパンダ」と「グラタンクレープコーン」と「角煮パオ」と「もっちり肉まん」の5品を自主回収しているが、中国の地元当局の隠蔽体質により対策が結果的に遅れてしまった。このため、当該製品のほとんどが消費もしくは賞味期限切れによる廃棄により全数回収困難な状態であると丸大側はコメントしている[4]。

## 商品
ハム・ソーセージ・ウィンナー・フライ類・ハンバーグ・レトルトカレー・デザート類などがある。ハム・ソーセージについては、畜肉だけでなく魚肉を使用した製品も取り揃えている。

### ブランド
キャラクター商品以外の分類は、丸大食品公式サイトの商品情報「カテゴリから探す」「ブランドから探す」に基づく。

#### ハム・ソーセージ
- 燻製屋熟成あらびきポークウインナー
- 味の主演（ウインナー・ソーセージ）
- うす塩（ロースハム・キザミハム・切落し生ハム・ブロックベーコン）
- ミルトポゥ ミニミニウインナー
- あらびきレジェンヌウインナー
- おべんとうの赤
- いつも新鮮（ロースハム・ハーフベーコン・ウインナー）
- 藻塩の匠（特級ロースハム・特級ももハム・特級ベーコン）
- ふんわりうす切り（ロースハム・パストラミポーク・生ハムロース・ビアソーセージ）
- 淡路島の藻塩仕立て（ロースハム・バラ焼豚）
- ブロックベーコン
- 本焼工房（焼豚）
- 串つきフランク（フランクフルト）
- 徳用ウインナー
- 魚肉ソーセージ

#### 加工食品
- チキンハンバーグ
- ミートボール
- ディナーシェフ（チーズ入りハンバーグ・デミグラスハンバーグ）
- スマイルクッキング
- 愛菜便
- ガンベロロッソ（パスタ）
- チキンナゲット
- チキンスティック（旧・チキンバー）
- から揚げ
- サラダチキン
- 炭火焼シリーズ（鶏もも・鶏はつ・鶏はらみ）
- スンドゥブシリーズ
- 水餃子
- Soup STYLE（ポトフスープ・ミネストローネ）
- Soup BIZ（ポタージュ・オニオンスープ）
- Soup 1（ポタージュ・チャウダー）
- ドリアソース（ドリア）
- 麺流（担々麺スープの素・カレーうどんの素）
- シェフのスープ技
- 鍋技
- 豆腐DELI
- 旨味工房（ビーフカレー）
- ビストロ倶楽部（ビーフカレー・ハヤシビーフ）
- シェフの匠（カレー）
- 丼の具
- 豚角煮
- 湘南ピッツェリア（ピザ）
- ビバボーノ（ピザ）
- うす焼きPIZZA
- カフェスナック
- ラッパーズ
- 丸大焼肉（味付）
- 1980年代には「わんぱくラーメン」や九州限定の「こく一番」というインスタントラーメンも発売したが、シェアが低かったこともあって生産終了している。

#### デザート
- Asian Style
- Little Asia
- Azumi（ヨーグルト）
- SWEET CAFE（珈琲ゼリー・紅茶ゼリー）
- 3層仕立てのジュレパルフェ（果汁ミックスゼリー）
- 家族の贅沢（ヨーグルト）
- SMOOTHIE（スムージー）
- TAPIOCA TIME（タピオカ）

#### キャラクター
- ちいかわ（フィッシュソーセージ・ウインナー・ひとくちカルパス）
- すみっコぐらし（ウインナー）
- ハイキュー!!（フィッシュソーセージ）
- ポケットモンスター（フィッシュソーセージ・ひとくちカルパス）

### 東映ヒーローのソーセージ
長年に渡ってテレビ朝日・ADKエモーションズ（旧・旭通信社→ASATSU-DK）・東映制作の特撮ヒーロードラマのキャラクターソーセージを手掛けている。ソーセージは魚肉を使用。
1985年にそれまでの日本水産に代わり、雪印食品（現在は解散し、スーパー戦隊の商品はプリマハムへ移管）で『スーパー戦隊シリーズ』第9作『電撃戦隊チェンジマン』の精肉使用ソーセージ・ウインナーが発売されたのに合わせて、同時期に『メタルヒーローシリーズ』第4作『巨獣特捜ジャスピオン』のキャラクター食品が発売された。その後もシリーズ継続に伴っての断続的な発売を続け、後継の『仮面ライダーシリーズ』となってからも現在まで、発売は続いている。『仮面ライダー龍騎』〜『仮面ライダーガッチャード』では豚肉・鶏肉を使用したウインナーも発売されたほか、『燃えろ!!ロボコン』・『仮面ライダーアギト』〜『仮面ライダー剣』ではカレー、『仮面ライダーアギト』『仮面ライダー龍騎』のみチーズも発売された。
パッケージは、雪印では最初から実写の写真を使っていたが、丸大は『巨獣特捜ジャスピオン』〜『特救指令ソルブレイン』はイラストを、『特捜エクシードラフト』からは実写の写真を使用した。バラエティーな内容としては、『ジャスピオン』と『時空戦士スピルバン』はカード、以降のメタルヒーローシリーズではミニモデル、『燃えろ!!ロボコン』ではシール、仮面ライダーシリーズでは再びカード（『仮面ライダーW』〜『仮面ライダーウィザード』まではガンバライドカードで、『仮面ライダー鎧武』〜『仮面ライダーギーツ』第2弾まではガンバライド稼働終了に伴いガンバライジングカードで、『仮面ライダーギーツ』第3弾からはガンバライジング稼働終了に伴いガンバレジェンズカード)となっている。
発売されたキャラクター商品は以下の通りである。
発売中の製品
- 仮面ライダーガヴ[10]

過去に発売された製品
- 巨獣特捜ジャスピオン
- 時空戦士スピルバン
- 超人機メタルダー
- 世界忍者戦ジライヤ
- 機動刑事ジバン
- 特警ウインスペクター
- 特救指令ソルブレイン
- 特捜エクシードラフト
- 特捜ロボ ジャンパーソン
- ブルースワット
- 重甲ビーファイター
- ビーファイターカブト
- ビーロボカブタック
- テツワン探偵ロボタック
- 燃えろ!!ロボコン
- 仮面ライダークウガ
- 仮面ライダーアギト
- 仮面ライダー龍騎
- 仮面ライダー555
- 仮面ライダー剣
- 仮面ライダー響鬼
- 仮面ライダーカブト
- 仮面ライダー電王
- 仮面ライダーキバ
- 仮面ライダーディケイド
- 仮面ライダーW
- 仮面ライダーオーズ/OOO
- 仮面ライダーフォーゼ
- 仮面ライダーウィザード
- 仮面ライダー鎧武/ガイム
- 仮面ライダードライブ
- 仮面ライダーゴースト
- 仮面ライダーエグゼイド
- 仮面ライダービルド
- 仮面ライダージオウ
- 仮面ライダーゼロワン
- 仮面ライダーセイバー
- 仮面ライダーリバイス
- 仮面ライダーギーツ
- 仮面ライダーガッチャード

### 販売終了
- こく一番
- わんぱくラーメン中華
- 「ナゲット」シリーズ
- ザ・チキンシリーズ
- 特選ミルトポゥ
- 特選エルハーベン
- チキンフリッター
- 赤ずきんチャチャ（フィッシュソーセージ）
- ナースエンジェルりりかSOS（フィッシュソーセージ）
- こどものおもちゃ（フィッシュソーセージ）
- 夢のクレヨン王国（フィッシュソーセージ）
- 東京ミュウミュウ（フィッシュソーセージ）
- ドラゴンボールZ（フィッシュソーセージ・ウインナー 2007年）
- ドラゴンボール超（フィッシュソーセージ・カルパス）
- デジモンクロスウォーズ（フィッシュソーセージ）
- ちびまる子ちゃん（フィッシュソーセージ・ウインナー）
- ミニオン（フィッシュソーセージ・あらびきウインナー・フランク・チキンナゲット）
- ドラえもん のび太の月面探査記（フィッシュソーセージ）
- アイカツ!シリーズ（フィッシュソーセージ）
- ウルトラシリーズ（フィッシュソーセージ 2016・2017年）
- チコちゃんに叱られる!（フィッシュソーセージ・ウインナー）

etc

## CM

### 主なCM
わんぱくでもいい、たくましく育ってほしい（丸大ハム）
1970年代の丸大ハムのCMは、登山に訪れた親子がたき火の横でむしるようにナイフでハムを切り、切ったハムをたき火にかけるというものだった。このCMで掛かる「わんぱくでもいい、たくましく育って欲しい」というナレーションが有名になり、当時の流行語にもなった。ザ・ドリフターズもコントのギャグに使用した。このCMには田中浩が出演し、以後しばらくシリーズ化された。ナレーションは声優の小林清志や野田圭一が担当。
大きくなれよ〜（丸大ハンバーグ）
CMソング「丸大ハンバーグの唄」 作詞・作曲：八木正生 / 歌：ジミー時田
1979年から放送。スイス風の大草原に建つ小さな家を背景に、そこに暮らす子供たちと家より大きな男が登場、ジミー時田の歌う明るい歌とともに「大きくなれよ〜」の名台詞を残した。
このコマーシャルは遠近法を応用した特撮技術で撮影されたものである。家の玄関の部分が実は鏡であり、実物大の玄関のセットが反射して映っている。
丸大ウィンナー
CMソング「ラッパ一発」 作詞：伊藤アキラ / 作曲：中村勝彦 / 歌：山崎功と劇団こまどり
画面全体にフライパンが映りその上をウインナーが（油の沸騰と共に）画面狭しと跳ね回る様がスローで再生される、躍動感あふれる内容である。こちらも実は丸大ハンバーグ同様光学合成を使っておらず、実際に巨大なフライパンを用意して油を引き、両側に人が立って細い糸をその間に渡し、特製の巨大なウインナーを加熱しつつ本当に跳ね回らせるという豪快な方法で撮影された。
近年は放送されなくなっていたが、同様の跳ね回るウインナーの映像が使われたCMが復活しつつある。
丸大プレスハム
CMソング「丸大プレスハム」 作詞・作曲：宮崎尚志
「グッドモーニング、グッドモーニング、目玉、目覚めてますか」という軽快なCMソングを背景に、朝の風景、朝食の調理、野菜などを映した後、ハムが商品になる様子をプレスの効果音として圧縮音とともに流した。
丸大食品（キミを大きくするチカラ。）
CMソング　「不明」
　地球ピクニックの字幕と共に軽快なメロディが
　流れる。みんなでハイキングをしている時にか
　くれんぼをして遊んでいる。
　最後はテーブルを囲み食事をしている。
　別所哲也を起用している。　　　　　　　　　　
ハムの人（ギフト）
2000年代に入ると、お中元・お歳暮の季節限定イメージキャラクターに別所哲也を起用。中元歳暮の度に丸大のギフトセットを持参することから訪問先の子供に「ハムの人」として覚えられるCMをオンエアし、その後のバージョンでは道行く人に「あ、ハムの人だ」などと声をかけられるCMで有名となり、その後「ハムの人」がすっかり定着。とあるイベントに出演した当時、北海道日本ハムファイターズの新庄剛志監督がギャグで「丸大ハムの新庄です」「日ハムのハムの人です」などとやっていたこともあった。余談だが、新庄は日本ハムのギフトシーズンのCMに出演した。
別所はその後降板し、2005年以降、ギフトシーズンのCMには松岡修造が起用されている。

### その他のCM出演者

#### 男性
- 釜本邦茂（元サッカー選手） - 丸大焼肉のCMに出演。
- 三波伸介 (コメディアン) - 丸大焼肉のCMに出演。
- 山下泰裕（柔道家） - JOC選手強化キャンペーンの一環として出演。
- 井上康生（柔道家） - JOC選手強化キャンペーンの一環として出演。
- そのまんま東（元タレント、元宮崎県知事） - 適塩食生活のCMに出演。
- 別所哲也（俳優）
- 中島誠之助（鑑定士、やきもの収集家） - 燻製屋のCMに出演。
- 松岡修造（プロテニスプレーヤー）
- 安斎肇（イラストレーター、タレント） - 燻製屋のCMに出演（室井滋と共演）。
- 羽生善治（将棋棋士） - ギフトセットイメージキャラクターとして出演[11]。

#### 女性
- 室井滋（女優） - 燻製屋のCMに出演（安斎肇と共演）。
- 似鳥裕子（フリーアナウンサー） - 夏のキャンペーンCMに出演。
- 安藤美姫（フィギュアスケート選手、2006年トリノ五輪女子日本代表） - JOC選手強化キャンペーンの一環として出演。
- 谷亮子（柔道家） - JOC選手強化キャペーンの一環として出演。
- 狩野舞子・迫田さおり・荒木絵里香・佐野優子・木村沙織・竹下佳江（いずれもバレーボール日本女子代表選手） - JOC選手強化キャンペーンの一環として出演。

## キャッチコピー
- 「わんぱくでもいい、たくましく育ってほしい。」
- 「うまいに、いっしょうけんめい。」
- 「おいしさ新鮮」
- 「きみを大きくするチカラ。」

## スポンサー番組

### 現在
- 仮面ライダーシリーズ（テレビ朝日）
- クレヨンしんちゃん（テレビ朝日系）
- その他のテレビ番組でも、週替わりのCMや1か月限定のCMなどを流している。

### 過去
- ゴールデン洋画劇場（フジテレビ）
- 金曜女のドラマスペシャル（フジテレビ）
- Gu-Guガンモ（フジテレビ）
- アストロボーイ・鉄腕アトム（フジテレビ）
- 三枝の愛ラブ!爆笑クリニック（関西テレビ制作・フジテレビ系列） - 後半複数社提供の一社であったが、途中で降板した。
- 土曜大好き!830（関西テレビ制作・フジテレビ系列）
- ドラゴンボール超（フジテレビ）
- 月曜ドラマスペシャル（TBS）
- 生島・徳光のウェディングベル（TBS）
- ここがヘンだよ日本人（TBS）
- 新伍のワガママ大百科（毎日放送制作・TBS系列、1992年10月 - 12月）
- 毎日甲子園ボウル（毎日放送制作・TBS系列、1994年）
- ダウトをさがせII（毎日放送制作・TBS系列、1994年10月 - 1995年）
- 水曜ロードショー（日本テレビ）
- 木曜ゴールデンドラマ → ドラマシティ（よみうりテレビ制作・日本テレビ系列）
- スター爆笑Q&A（よみうりテレビ制作・日本テレビ系列）
- YAWARA! → コボちゃん（よみうりテレビ制作・日本テレビ系列）
- 月曜ワイド劇場（テレビ朝日）
- ザ・スーパーサンデー（テレビ朝日）
- スポーツシャワー〜ヒーローに花束を〜（ABC制作・テレビ朝日系列）
- メタルヒーローシリーズ[12]（テレビ朝日）
- 燃えろ!!ロボコン（テレビ朝日）
- 朝日放送テレビ制作日曜朝8時30分枠のアニメ[13]
  - ご近所物語
  - 花より男子
  - 夢のクレヨン王国
- 木曜洋画劇場（テレビ東京）
- 赤ずきんチャチャ → ナースエンジェルりりかSOS → こどものおもちゃ（テレビ東京）
- ビーストウォーズ 超生命体トランスフォーマー（テレビ東京）
- ウッディー・ウッドペッカー（テレビ東京）
- 東京ミュウミュウ（テレビ愛知制作・テレビ東京系列）
- TVチャンピオン（テレビ東京）

### ヒッチハイク
提供番組には入っていないものの、ヒッチハイクのCMには入っている。
- 地球キャッチミー（ABC制作・テレビ朝日系）

## その他
- グリコ・森永事件では江崎グリコに次いで脅迫されたメーカーが丸大食品だったが、当初この事実は捜査当局により伏せられ、3社目に森永製菓が脅迫された事件を毎日新聞にスクープされ、連続脅迫事件として知られるようになった。犯人は森永製菓への脅迫後の1984年11月に出した挑戦状で丸大食品への脅迫を明らかにした。事件が「グリコ・丸大事件」ではなく「グリコ・森永事件」と呼ばれるきっかけはこのためだとされている。
- 2010年11月に、「商品に殺虫剤を混入するとの情報があるので、止めさせるために金を支払え」との脅迫電話が同社に対し行われる事件があった。容疑者の男らはいずれも2011年1月5日に逮捕されたが、先述のグリコ・森永事件とは無関係であった[14][15]。

## グループ会社
分類は、丸大食品企業情報サイトの「グループ会社一覧」に基づく。

### 生産グループ会社
- 北海道丸大食品（北海道岩見沢市）
- 東北丸大食品（岩手県花巻市）
- 信越丸大食品（新潟県上越市）
- 湘南丸大食品（神奈川県平塚市）
- 中部丸大食品（三重県松阪市）
- 中四国丸大食品（広島県三次市）
- 九州丸大食品（佐賀県唐津市）
- フレッシュシステム（大阪府高槻市）
- デリカトップ（大阪府高槻市）

### 販売グループ会社
- 丸大フード（大阪府大阪市西成区）
- 丸大ミート（東京都大田区）

### その他のグループ会社
- 丸大サービス（大阪府高槻市）
- ホルンマイヤー（大阪府高槻市）
- ミートサプライ（大阪府高槻市）
- マーベストトレーディング（大阪府高槻市）
- 丸大島根ファーム（島根県飯石郡飯南町）
- 安曇野食品工房（長野県松本市）
- パイオニアフーズ（北海道虻田郡京極町）
- 八幡食品（香川県観音寺市）
- 梅屋（和歌山県田辺市）
- マルシンフーズ（栃木県真岡市）
- 戸田フーズ（埼玉県戸田市）
- トーラク（兵庫県神戸市東灘区）